# Gertrud Villiger-Keller
Gertrud Villiger-Keller (* 15. August 1843 in Lenzburg; † 5. April 1908 in Ludwigshafen am Rhein) war eine Schweizer Führerin in der schweizerischen Frauenbewegung und Präsidentin des Schweizerischen Gemeinnützigen Frauenvereins. 

## Leben
Gertrud Villiger-Keller war die Tochter des Politikers Augustin Keller. Nachdem sie in ihrer Jugend eine umfassende Bildung genossen hatte, welche sie teilweise am Töchterinstitut in Aarau (heute NKSA) erhielt, heiratete sie 1866 den Juristen, späteren Stadtammann und Ehrenbürger Lenzburgs, Fidel Villiger (1842–1906). Danach widmete sie sich zuerst der Erziehung ihrer Kinder. Ein Sohn war der spätere Astronom Walter Villiger. Sie engagierte sich aber auch im Rahmen der lokalen Wohltätigkeit. Ihr Leitspruch lautete: "Eure Stärke liegt auf dem gemeinnützigen Gebiete. Beginnt Eure Arbeit damit, dass Ihr das Übel an der Wurzel fasst, eine bessere Ausbildung des weiblichen Geschlechtes tut vor allem not". Ab 1887 präsidierte sie den Gemeinnützigen Frauenverein in Lenzburg. Ein Jahr nach der Gründung des Schweizerischen Gemeinnützigen Frauenvereins (SGF), 1888, wurde sie zur Zentralpräsidentin gewählt. Sie leitete den Verband bis an ihr Lebensende. Neben dem Bestreben, Haushaltungs- und Dienstbotenschulen zu fördern, wurde unter ihrer Leitung Anna Heer bei der Gründung der Pflegerinnenschule in Zürich unterstützt. Weiter war sie beispielsweise an der Aktion "Bundessocken", bei der 50'000 Socken für die Schweizer Armee von bedürftigen Frauen gestrickt wurden, beteiligt. Während ihrer Präsidialzeit wurde der SGF zum grössten und zeitweilig einflussreichsten Frauendachverband der Schweiz. Er fand 1893 Anschluss an die Schweizerische Gemeinnützige Gesellschaft und trat 1894 als Kollektivmitglied dem Schweizerischen Roten Kreuz bei. Obwohl Villiger sich verbal von jeder politischen Tätigkeit distanzierte, verstand sie es, offizielle Anerkennung für die weiblichen Leistungen im Bereich von Fürsorge und Frauenbildung zu gewinnen und den Verband am Vollzug staatliche Aufgaben zu beteiligen. Ab 1895 subventionierte der Bund die hauswirtschaftliche Bildung und 1899 wurde dem SGF die Vermittlung von Heimarbeit übertragen.
Seit dem Jahr 2007 erinnert die Stadt Lenzburg mit dem Gertrud Villiger-Platz an die Pionierin der gemeinnützigen Frauenbewegung.